# Allison Tolman
Allison Cara Tolman (Houston, Texas, 18 de noviembre de 1981) es una actriz estadounidense. Recibió muy buenas críticas y premios por su papel como la agente Molly Solverson en la serie de FX Fargo.

## Primeros años
Tolman nació en Houston, Texas, hija de Valerie y Davis Nichols Tolman. Su familia se mudó a Inglaterra cuando apenas tenía meses de nacida, y partió de allí cuando tenía cuatro años de edad. Pasó los cinco años siguientes en Oklahoma y West (Texas), para posteriormente mudarse a Sugar Land, Texas. Empezó a tomar clases de actuación a los diez años en el Fort Bend Community Theatre y estudió en la Clements High School, graduándose en el año 2000.
Tolman se graduó de la Baylor University con un bachiller de Bellas Artes en actuación. Terminados sus estudios se mudó a Dallas, Texas, donde fue uno de los miembros fundadores del Second Thought Theatre.
Tolman tiene dos hermanos mayores y una hermana menor. En 2009 se trasladó a Chicago, Illinois, para estudiar en The Second City Training Center.

## Filmografía

### Películas
| Año  | Título                     | Papel                | Notas        |
| ---- | -------------------------- | -------------------- | ------------ |
| 2009 | A Thousand Cocktails Later | Mandy                | Cortometraje |
| 2015 | Addicted to Fresno         | Ruby                 |              |
| 2015 | The Gift                   | Lucy                 |              |
| 2015 | Krampus                    | Linda                |              |
| 2017 | Barracuda                  | Merle                |              |
| 2017 | The House                  | Dawn Mayweather      |              |
| 2017 | Killing Gunther            | Mia                  |              |
| 2018 | Family                     | Cheryl Stone         |              |
| 2018 | The Sisters Brothers       | Girl Mayfield Saloon |              |
| 2020 | The Last Shift             |                      |              |

### Televisión
| Año       | Título                   | Papel             | Notas                                                                 |
| --------- | ------------------------ | ----------------- | --------------------------------------------------------------------- |
| 2006      | Prison Break             | Enfermera         | Episodio: "Scan"                                                      |
| 2008      | Sordid Lives: The Series | Tink              | 4 episodios                                                           |
| 2014–2015 | Fargo                    | Molly Solverson   | 11 episodios                                                          |
| 2014      | The Mindy Project        | Abby Berman       | 2 episodios                                                           |
| 2014      | Hello Ladies             | Kate              | película para televisión                                              |
| 2015      | Archer                   | Edie Poovey (voz) | Episodio: "Edie's Wedding"                                            |
| 2015      | Comedy Bang! Bang!       | Ellen             | Episodio: "Joseph Gordon-Levitt Wears a Heart T-Shirt and Blue Jeans" |
| 2015      | Review                   | Marissa           | Episodio: "Brawl; Blackmail; Glory Hole"                              |
| 2016      | Mad Dogs                 | Rochelle          | 3 episodios                                                           |
| 2016      | Drunk History            | Jessie Cherry     | Episodio: "Shit Shows"                                                |
| 2017      | Downward Dog             | Nan               | Protagonista                                                          |
| 2017      | I'm Sorry                | Jennifer          | 2 episodios                                                           |
| 2017      | Mosaic                   | Amy Lambson       | 3 episodios                                                           |
| 2017-2018 | Me, Myself and I         | Sarah             | 2 episodios                                                           |
| 2018      | Brooklyn Nine-Nine       | Olivia Crawford   | 2 episodios                                                           |
| 2018      | Good Girls               | Mary Pat          | Recurrente (4 episodios)                                              |
| 2018      | Castle Rock              | Hermana de Molly  | Episodio "Habeas Corpus"                                              |

## Premios y nominaciones
| Año  | Trabajo | Asociación             | Categoría                                                          | Resultado |
| ---- | ------- | ---------------------- | ------------------------------------------------------------------ | --------- |
| 2014 | Fargo   | Critics' Choice Awards | Mejor Actriz de Reparto en una Película/Miniserie                  | Ganadora  |
| 2014 | Fargo   | Primetime Emmy Awards  | Mejor actriz de reparto en una miniserie o telefilme               | Nominada  |
| 2015 | Fargo   | Golden Globe Awards    | Mejor Actriz de Miniserie o Telefilme                              | Nominada  |
| 2015 | Fargo   | Satellite Awards       | Mejor Actriz de Reparto en una Serie, Miniserie o Película para TV | Nominada  |